# 森格里希
森格里希是德国莱茵兰-普法尔茨州的一个市镇。总面积1.10平方公里，总人口23人，其中男性12人，女性11人（2011年12月31日），人口密度21人/平方公里。